# نیکنام‌ده (نور)
نیکنام ده، روستایی از توابع بخش بلده شهرستان نور در استان مازندران ایران است. این روستا یکی از روستاهای منطقهٔ اوزرود می‌باشد.

## جمعیت
این روستا در دهستان اوزرود قرار دارد و براساس سرشماری مرکز آمار ایران در سال ۱۳۸۵، جمعیت آن ۷۳ نفر (۳۴خانوار) بوده‌است.